# Odontoglossum ariasii
Odontoglossum ariasii là một loài thực vật có hoa trong họ Lan. Loài này được Dalström mô tả khoa học đầu tiên năm 2001.